# 6498 Ko
Ko (asteróide 6498) é um asteróide da cintura principal, a 1,8964625 UA. Possui uma excentricidade de 0,1686254 e um período orbital de 1 258,38 dias (3,45 anos).
Ko tem uma velocidade orbital média de 19,7205481 km/s e uma inclinação de 7,98025º.
Este asteróide foi descoberto em 26 de Outubro de 1992 por Kin Endate, Kazuro Watanabe.